# Катериновка (Хмельницкий район)
Катериновка (укр. Катеринівка) — село в Хмельницком районе Хмельницкой области Украины.
Население по переписи 2001 года составляло 344 человека. Почтовый индекс — 31310. Телефонный код — 382. Занимает площадь 1,055 км². Код КОАТУУ — 6825080602.

## Местный совет
31310, Хмельницкая обл., Хмельницкий р-н, с. Антоновка, ул. Центральная